# Wolseley 6/90
La 6/90 è un'autovettura prodotta dalla Wolseley dal 1954 e al 1959. Il modello sostituì la 6/80 al top della gamma Wolseley. Sul corpo vettura erano presenti due scritte identificative: Six-Ninety (che è il nome in lingua inglese del modello) posizionata sul cofano motore, e 6/90 sul bagagliaio.

## Storia
Mentre la 6/80 condivideva molte parti della carrozzeria con la Morris Six, la 6/90 era simile alla Riley Pathfinder. Già negli anni trenta, i marchi Morris, Riley e Wolseley appartenevano alla Nuffield Organisation, ed erano quindi collegati. Nel 1952, quest'ultima si fuse con l'Austin a formare la BMC. Successivamente, a causa di quest'ultimo avvenimento, le tre Case automobilistiche si legarono ancora più strettamente tramite l'uso, da parte della BMC, del badge engineering tra le vetture dei marchi. Per gli appassionati Wolseley, la 6/90 rappresentò l'ultima vera Wolseley, dato che si distingueva ancora dai modelli Austin e Morris. Il design della Pathfinder e della 6/90 era ancora marchiato Nuffield, sebbene il modello Wolseley avesse ricevuto un motore a in linea sei cilindri della BMC da 2.639 cm³ di cilindrata erogante 95 CV di potenza. Appartenente alla C-Series, questo propulsore era accoppiato ad un cambio manuale a quattro rapporti.
La leva del freno di stazionamento era posizionato sotto il cruscotto di fianco al piantone dello sterzo. I sedili anteriori erano foderati in pelle ed erano installati piuttosto vicini, mentre quelli posteriori, a divanetto, avevano in dotazione un bracciolo centrale.
In totale, della 6/90 ne vennero prodotti 5.776 esemplari.
Un esemplare di 6/90 è stato provato dalla rivista specializzata The Motor nel 1955. Vennero registrate una velocità massima di 154 km/h ed un'accelerazione da 0 a 97 km/h di 17,3 secondi. Il consumo di carburante fu di 13,1 L/100 km. Il modello utilizzato nel test costava 1.063 sterline.

## La Serie II
La Serie II della 6/90, introdotta nel 1957, aveva in dotazione delle balestre montate su un assale rigido per le sospensioni posteriori, ed un convenzionale cruscotto in noce. L'overdrive ed il cambio automatico erano offerti tra gli optional.
In produzione per 8 mesi, la Serie II venne sostituita dalla Serie III nel 1958 dopo 1.024 esemplari prodotti.

## La Serie III
La Serie III aveva in dotazione il servofreno e dei finestrini più grandi. La produzione della 6/90 ebbe termine nel 1959. Venne sostituita dalla 6/99. Della Serie III vennero assemblati 5.052 esemplari.